# Rusororo
Rusororo (Kinyarwanda Umurenge wa Rusororo) ist einer von 15 Sektoren im Distrikt Gasabo in der Hauptstadt Kigali in Ruanda.

## Geographie
Rusororo hat eine Fläche von 52,2 km². Der Sektor unterteilt sich in die neun Zellen Akagari, Bisenga, Gasagara, Kabuga I, Kabuga II, Kinyana, Mbandazi, Nyagahinga und Ruhanga. Nachbarsektoren von Rusororo sind im Norden Gikomero, im Nordosten Fumbwe, im Osten Gahengeri, im Südosten Muyumbu, im Süden Masaka, im Südwesten Nyarugunga und im Westen Ndera. Die Ostgrenze des Sektors verläuft entlang eines Wasserlaufs, der nach Süden fließt und im Distrikt Kicukiro in den Nyabarongo mündet.

## Bevölkerung
Nach der Volkszählung von 2022 betrug die Einwohnerzahl 61.787 Einwohner und die Einwohnerdichte 1183 Einwohner pro km². Zehn Jahre zuvor waren es 35.453 Einwohner, was einer jährlichen Bevölkerungszunahme von 5,7 Prozent zwischen 2012 und 2022 entspricht.

## Geschichte
Während des Völkermords von 1994 suchten Tausende Tutsi in der Ruhanga Episcopal Anglican Church in der heutigen Zelle Ruhanga Zuflucht. Einen Angriff am 14. April konnten die Geflüchteten noch abwehren, doch am 15. April 1994 wurden sie von Soldaten und Interahamwe umstellt und getötet. Nach ruandischen Angaben starben auf dem Kirchengelände vermutlich rund 25.000 Menschen. Nur Einzelne überlebten.

## Kultur

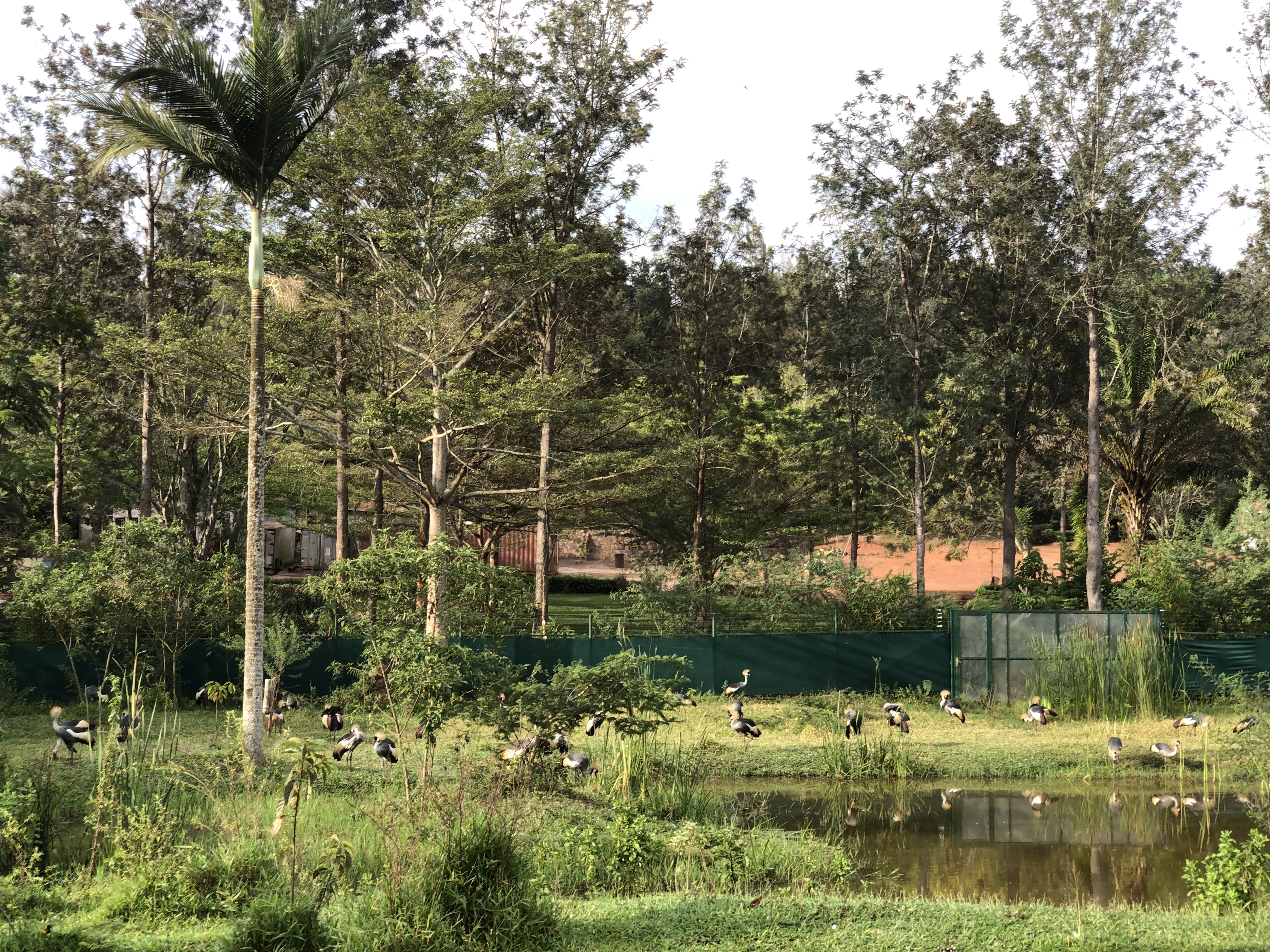
Über 50 Südafrika-Kronenkraniche leben im Umusambi Village

Wie einige andere Kirchen in Ruanda, die während des Völkermords Stätte eines Massakers waren, wurde auch die ehemalige anglikanischen Kirche in Ruhanga zu einer Gedenk- und Ruhestätte für die Opfer umgewidmet. Am Ruhanga Genocide Memorial sind über 36.000 Opfer bestattet worden, darunter neben den Opfern des Massakers auf dem Kirchengelände auch Ermordete aus der näheren Umgebung. Eine Gedenkfeier findet jährlich am 15. April statt, dem Tag des Massakers.
In der Zelle Kabuga II wurde 2011, nachdem der alte Friedhof im Distrikt vollbelegt war, ein neuer Friedhof eröffnet. Der Friedhof Rusororo wurde dabei zunächst mit einer Fläche von 12 Hektar angelegt, die für 13.200 Gräber und bei gleichbleibender Sterberate für einen Zeitraum von 18 Jahren ausreichen sollte.
In Nyagahinga im äußersten Südwesten von Rusororo liegt auf der Grenze zum Distrikt Kicukiro das Umusambi Village. Das für Besucher geöffnete, renaturierte Feuchtgebiet beheimatet zahlreiche Südafrika-Kronenkraniche, die aufgrund diverser Verletzungen nicht ausgewildert werden können. Die Art wird von der IUCN („Weltnaturschutzunion“) als stark gefährdet eingestuft.

## Wirtschaft und Verkehr
In den Zellen Mbandazi und Nyagahinga befinden sich jeweils öffentlich ausgewiesene Märkte.
Parallel zur Ostgrenze des Sektors verläuft die asphaltierte Nationalstraße 4.